# Lolcat
Een lolcat is een beeldmacro (een humoristische afbeelding met tekst) die bestaat uit een foto van een kat (en soms een ander dier) met een humoristisch en idiosyncratisch bijschrift. De naam 'lolcat' is een samentrekking van LOL (een afkorting van het Engelse laughing out loud; 'hardop lachen') en cat (Engels voor 'kat'). Het gebruik van de naam 'lolcat' vond zijn oorsprong op het forum 4chan.
Het lettertype krijgt vaak een witte kleur en daaromheen een zwarte rand. Het beeld kan digitaal bewerkt zijn om het gewenste effect te bereiken. Het bijschrift werkt als een soort tekstballon, waarin de kat commentaar levert. Het bijschrift wijkt vaak met opzet qua taalgebruik af van de gebruikelijke spelling en grammatica.